# Ruta Nacional A005 (Argentina)
La Ruta Nacional A005 es un camino asfaltado de 11 km con un carril por mano, que vincula las rutas nacionales 8 y 36 en la ciudad de Río Cuarto, provincia de Córdoba.

## Gestión
En 1990 se concesionaron con cobro de peaje las rutas más transitadas del país, dividiéndose éstas en Corredores Viales.
De esta manera esta ruta fue parte del Corredor Vial 20 siendo la empresa ganadora de la licitación Red Vial Centro. Esta ruta no posee cabinas de peaje.
En el 2003 se renegociaron las concesiones y esta ruta pasó al Corredor Vial 4, siendo la empresa concesionaria Caminos de América hasta 2019 cuando paso a manos de Corredores Viales.